# Championnats d'Europe de cyclisme sur piste juniors et espoirs 2024
Navigation
Championnats d'Europe 2023 Championnats d'Europe 2025

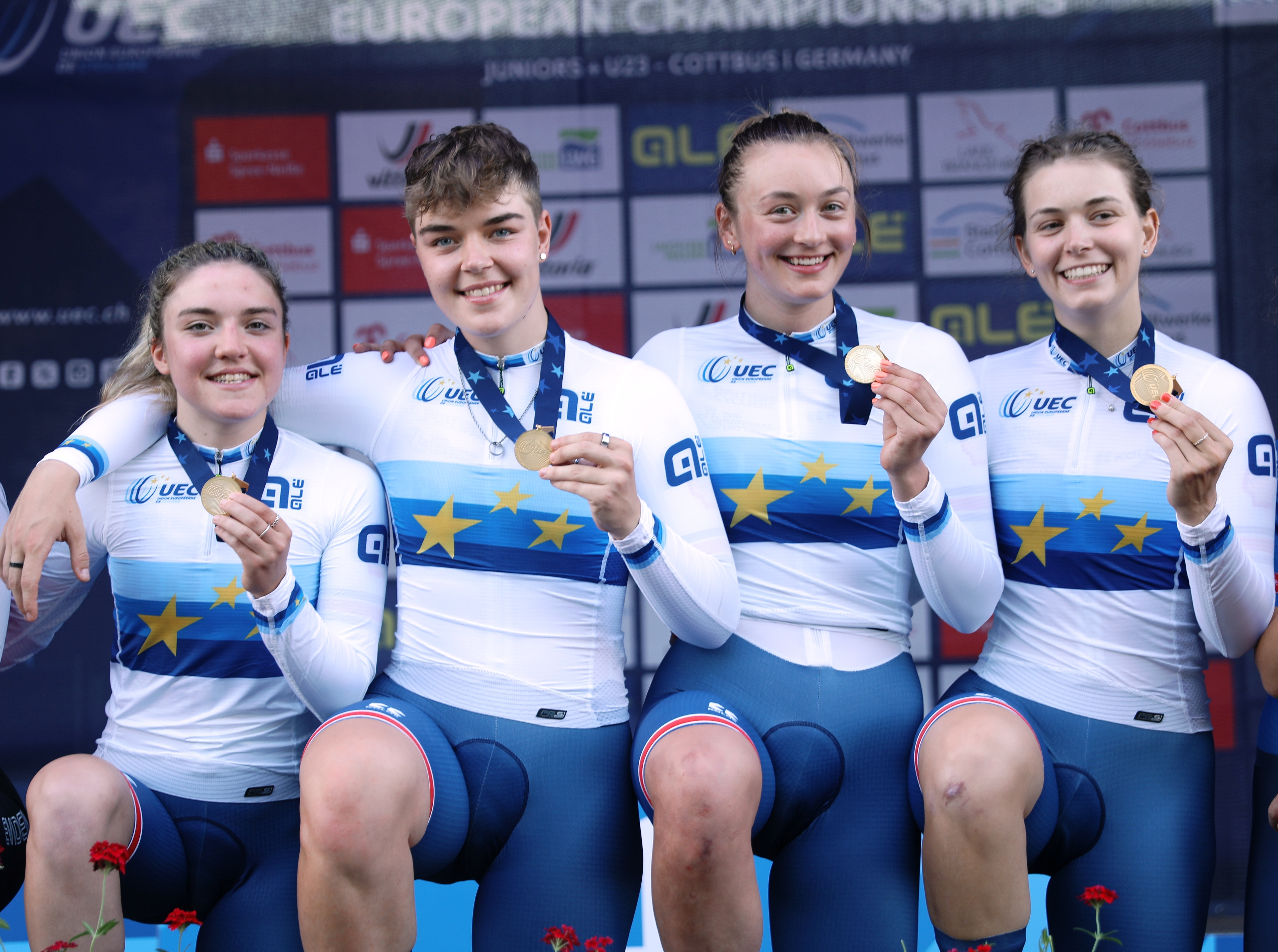
Le quatuor britannique espoirs avec leur médaille d'or : Grace Lister, Isabel Sharp, Madelaine Leech et Sophie Lewis

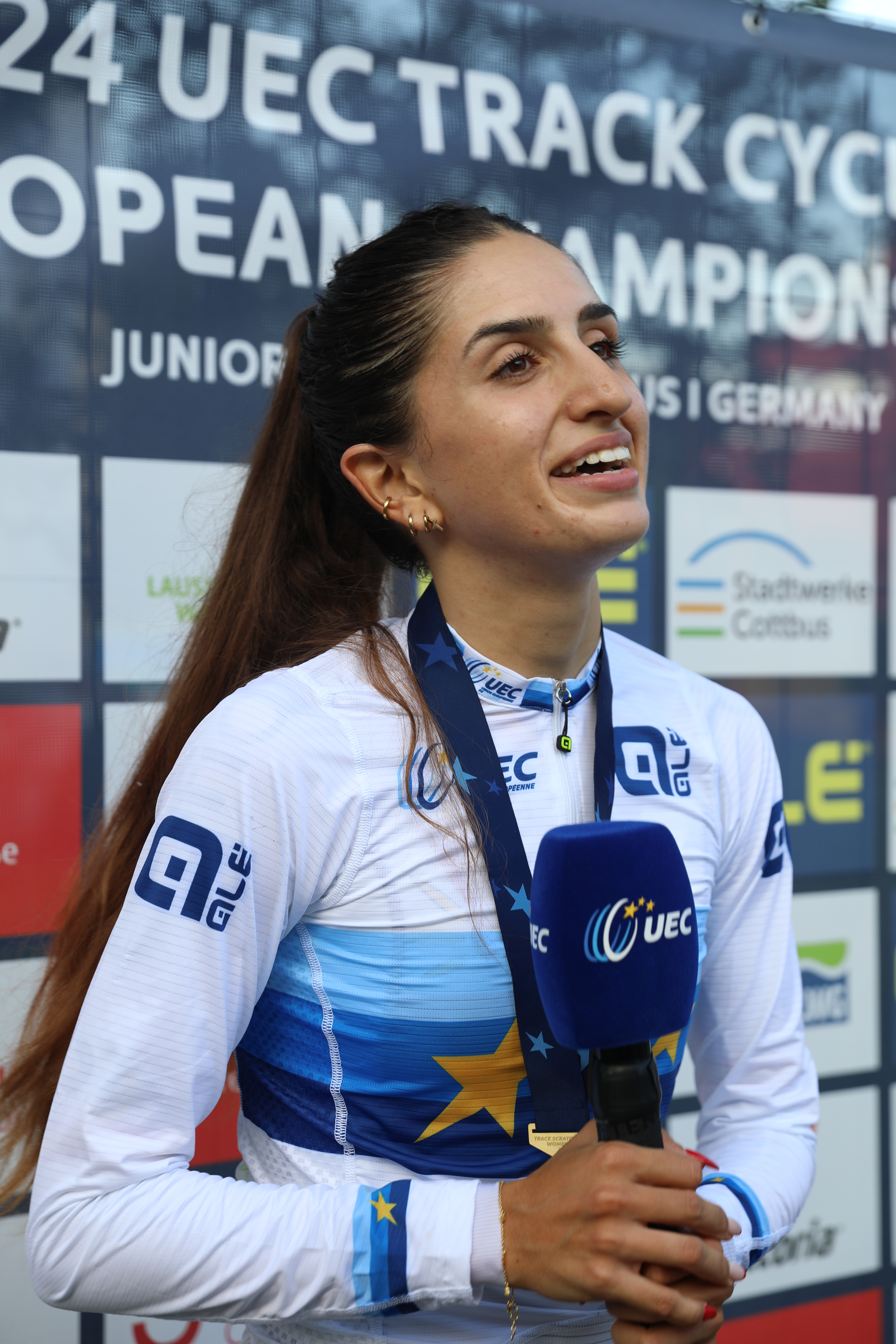
Marina Garau Roca la championne d'Europe du scratch espoirs

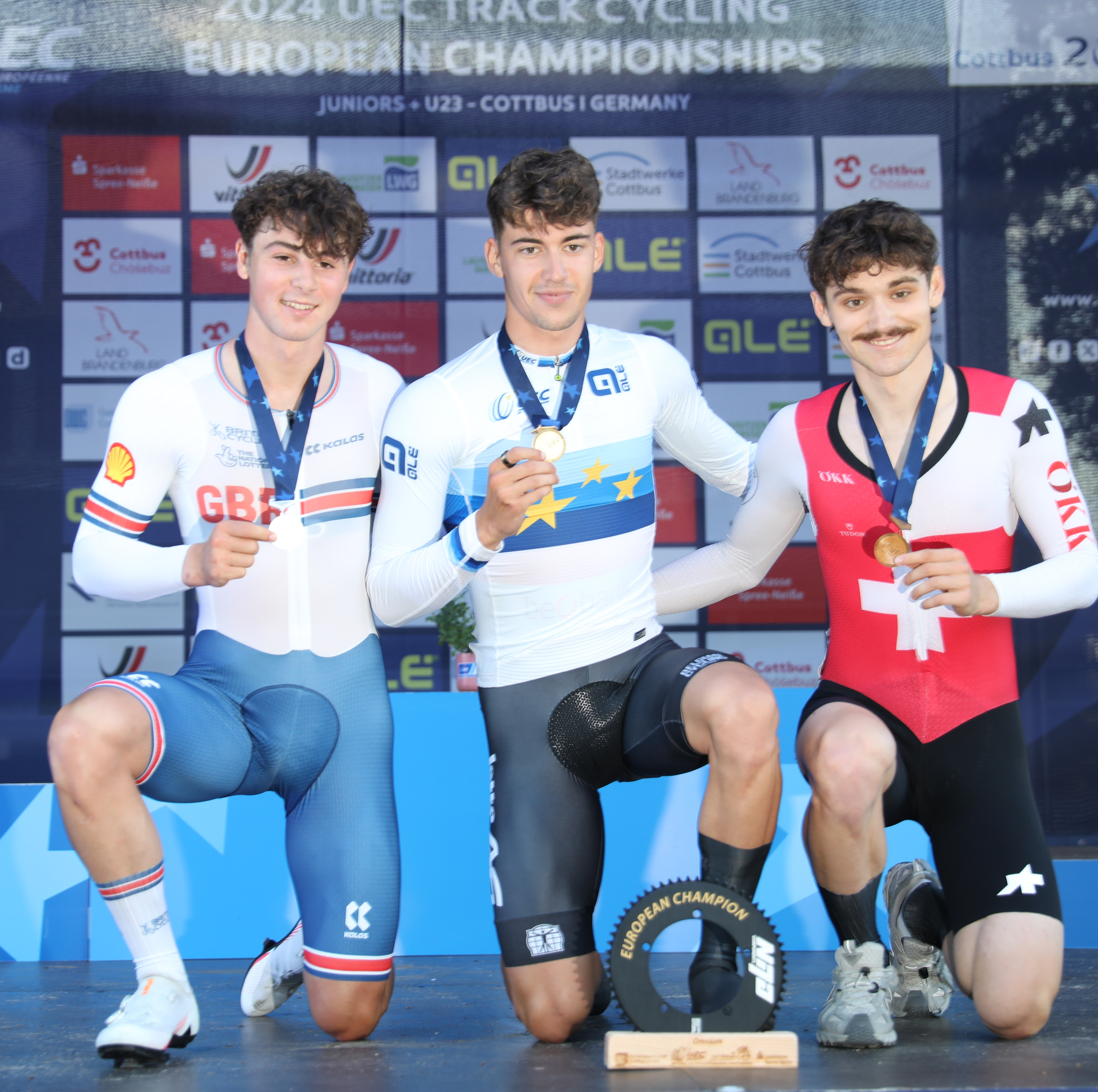
Podium de l'omnium espoirs : Noah Hobbs, Noah Vandenbranden et Matteo Constant

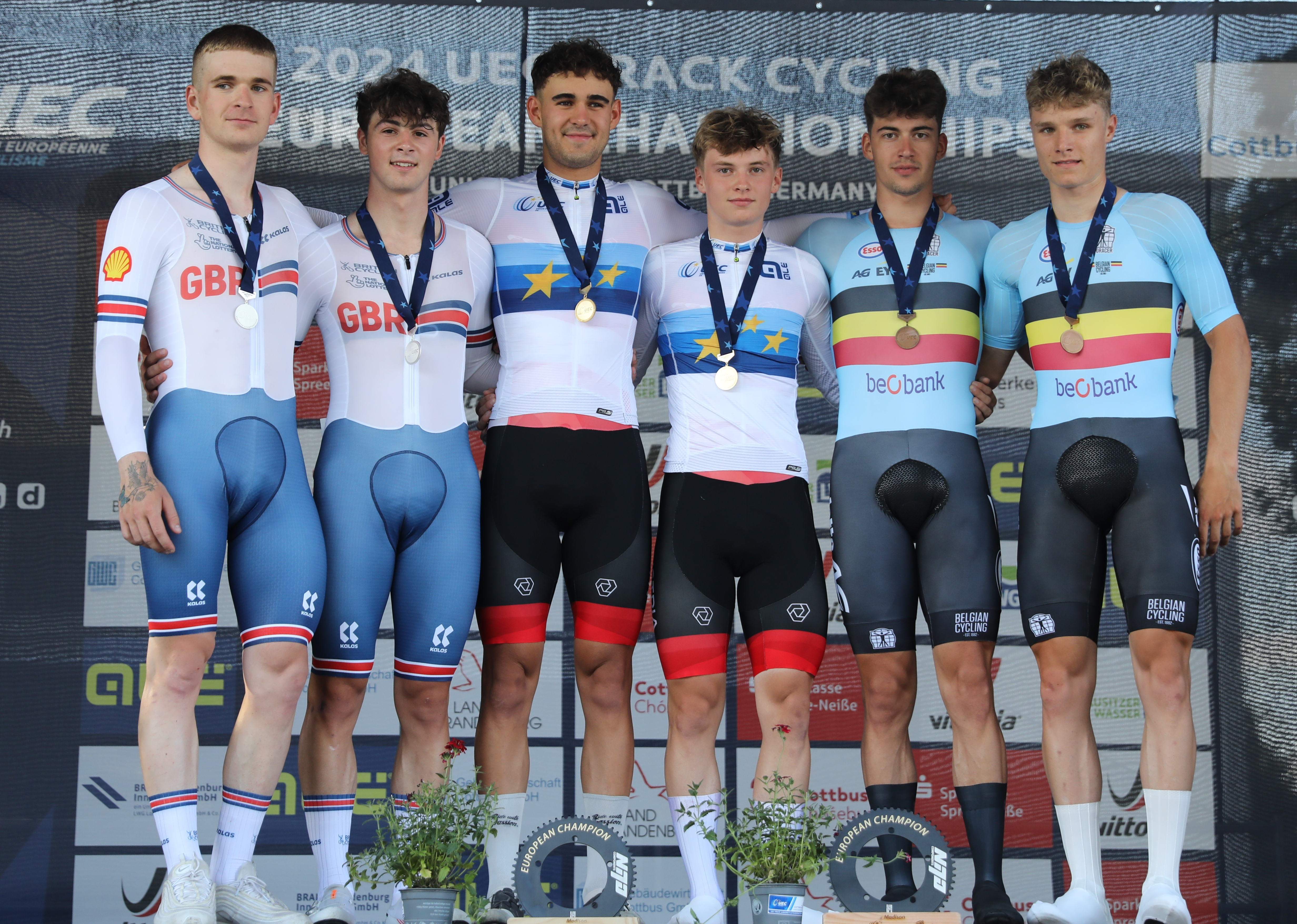
Podium de l'américaine espoirs : Ben Wiggins, Noah Hobbs, Tim Wafler, Raphael Kokas, Noah Vandenbranden et Tom Crabbe

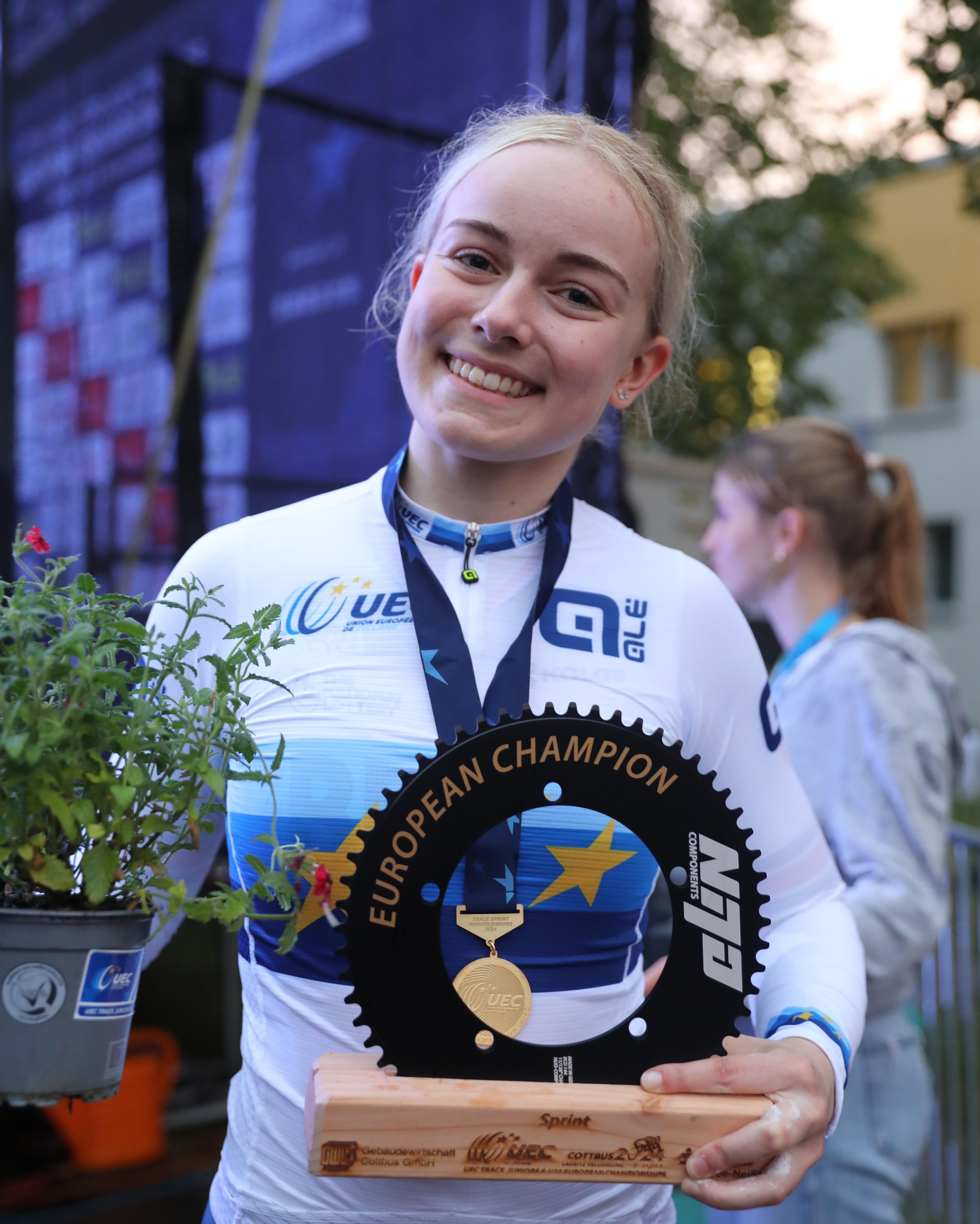
La Britannique Georgette Rand a remporté trois médailles d'or chez les juniors

Les 24e Championnats d'Europe de cyclisme sur piste juniors et espoirs ont lieu du 9 au 14 juillet 2024 au sein du Vélodrome de Cottbus, en Allemagne. C'est la deuxième fois que Cottbus accueille la compétition après 2007.
Si 30 pays sont présents, le comité d'organisation a refusé l'entrée aux athlètes russes et biélorusses, malgré leur statut neutre auprès de l'Union cycliste internationale depuis l'invasion de l'Ukraine par la Russie. La décision a été prise après consultations entre le comité d'organisation du tournoi, le gouvernement allemand et le ministère des Sports du pays. En plus des Russes qui dominent généralement ces championnats, l'Arménie et le Luxembourg, présents en 2023, sont absents. De son côté, la Serbie envoie une équipe contrairement à l'année précédente.

## Programme

### Juniors
| Date                | Hommes                                                   | Femmes                                        |
| ------------------- | -------------------------------------------------------- | --------------------------------------------- |
| Mardi 9 juillet     | Scratch, vitesse par équipes                             | Scratch, vitesse par équipes                  |
| Mercredi 10 juillet | Course à l'élimination, kilomètre, poursuite par équipes | Course à l'élimination, Poursuite par équipes |
| Jeudi 11 juillet    | Poursuite individuelle                                   | Poursuite individuelle, vitesse individuelle  |
| Vendredi 12 juillet | Omnium, vitesse individuelle                             | 500 mètres, omnium                            |
| Samedi 13 juillet   | Course aux points, keirin                                | Course aux points, keirin                     |
| Dimanche 14 juillet | Course à l'américaine                                    | Course à l'américaine                         |

### Espoirs
| Date                | Hommes                                         | Femmes                                         |
| ------------------- | ---------------------------------------------- | ---------------------------------------------- |
| Mardi 9 juillet     | Course à l'élimination, poursuite individuelle | Course à l'élimination, poursuite individuelle |
| Mercredi 10 juillet | Scratch, vitesse par équipes                   | Scratch, vitesse par équipes                   |
| Jeudi 11 juillet    | Kilomètre, poursuite par équipes               | Poursuite par équipes                          |
| Vendredi 12 juillet | Course aux points                              | Course aux points, vitesse individuelle        |
| Samedi 13 juillet   | Omnium, vitesse individuelle                   | 500 mètres, omnium                             |
| Dimanche 14 juillet | Course à l'américaine, keirin                  | Course à l'américaine, keirin                  |

## Résultats

### Juniors
| Épreuves               | Or                                                                                               | Argent                                                                             | Bronze                                                                                   |
| ---------------------- | ------------------------------------------------------------------------------------------------ | ---------------------------------------------------------------------------------- | ---------------------------------------------------------------------------------------- |
| Épreuves masculines    |                                                                                                  |                                                                                    |                                                                                          |
| Kilomètre              | Etienne Oliviero                                                                                 | Luca Nissel                                                                        | David Peterka                                                                            |
| Keirin                 | Oliver Pettifer                                                                                  | Benjamin Bock                                                                      | Yeno Vingerhoets                                                                         |
| Vitesse individuelle   | Colin Rudolph                                                                                    | Tomasz Łamaszewski                                                                 | Etienne Oliviero                                                                         |
| Vitesse par équipes    | France- Etienne Oliviero - Matthias Sylvanise - Tristan Favennec                                 | Allemagne- Colin Rudolph - Tim-Louis Werner - Theo Fischer - Benjamin Bock         | Tchéquie- Jan Pořízek - David Peterka - Kryštof Friedl - Adam Rauschgold                 |
| Poursuite individuelle | Paul-Felix Petry                                                                                 | Jacopo Sasso                                                                       | Oscar Vosgerau                                                                           |
| Poursuite par équipes  | Italie- Davide Stella - Christian Fantini - Ares Costa - Alessio Magagnotti - Eros Sporzon       | Allemagne- Hugo Esch - Louis Gentzik - Paul-Felix Petry - Attila Höfig - Ian Kings | Grande-Bretagne- William Salter - Finlay Tarling - Sam Fisher - Henry Hobbs              |
| Course aux points      | Heimo Fugger                                                                                     | Julian Bortolami                                                                   | Sam Fisher                                                                               |
| Américaine             | Italie- Davide Stella - Eros Sporzon                                                             | Danemark- Albert Hansgaard - Aksel Storm                                           | Belgique- Nolan Huysmans - Mathijs Van Strijthem                                         |
| Scratch                | Heorhii Chyzhykov                                                                                | Davide Stella                                                                      | Nolan Huysmans                                                                           |
| Omnium                 | William Salter                                                                                   | Matijs Van Strijthem                                                               | Marceli Pera                                                                             |
| Élimination            | Rubén Sánchez Córdoba                                                                            | Heimo Fugger                                                                       | Albert Hansgaard                                                                         |
| Épreuves féminines     |                                                                                                  |                                                                                    |                                                                                          |
| 500 mètres             | Georgette Rand                                                                                   | Anastasia Kuniß                                                                    | Siria Trevisan                                                                           |
| Keirin                 | Georgette Rand                                                                                   | Anastasia Kuniß                                                                    | Lauryna Valiukevičiūtė                                                                   |
| Vitesse individuelle   | Georgette Rand                                                                                   | Anastasia Kuniß                                                                    | Natalia Walecka                                                                          |
| Vitesse par équipes    | Allemagne- Anastasia Kuniß - Amy Weber - Emilia Waterstradt                                      | Pologne- Natalia Walecka - Paulina Hojka - Weronika Skrzyńska - Matylda Głowacka   | Italie- Erja Giulia Bianchi - Siria Trevisan - Matilde Cenci                             |
| Poursuite individuelle | Joelle Messemer                                                                                  | Luca Vierstraete                                                                   | Milana Ushakova                                                                          |
| Poursuite par équipes  | Allemagne- Joelle Messemer - Julia Servay - Magdalena Leis - Judith Rottmann - Messane Bräutigam | Grande-Bretagne- Imogen Wolff - Cat Ferguson - Erin Boothman - Carys Lloyd         | Italie- Asia Sgaravato - Virginia Iaccarino - Linda Sanarini - Silvia Milesi - Irma Siri |
| Course aux points      | Lucy Bénézet Minns                                                                               | Jenna van Tongeren                                                                 | Chantal Pegolo                                                                           |
| Américaine             | Grande-Bretagne- Cat Ferguson - Carys Lloyd                                                      | Italie- Anita Baima - Linda Sanarini                                               | Allemagne- Messane Bräutigam - Judith Rottmann                                           |
| Scratch                | Auke De Buysser                                                                                  | Chantal Pegolo                                                                     | Valentina Ferreyra                                                                       |
| Omnium                 | Carys Lloyd                                                                                      | Linda Sanarini                                                                     | Weronika Wąsaty                                                                          |
| Élimination            | Anita Baima                                                                                      | Laerke Expeels                                                                     | Erin Boothman                                                                            |

### Espoirs
| Épreuves               | Or                                                                                  | Argent                                                                                        | Bronze                                                                                |
| ---------------------- | ----------------------------------------------------------------------------------- | --------------------------------------------------------------------------------------------- | ------------------------------------------------------------------------------------- |
| Épreuves masculines    |                                                                                     |                                                                                               |                                                                                       |
| Kilomètre              | Hayden Norris                                                                       | Henric Hackmann                                                                               | Harry Ledingham-Horn                                                                  |
| Keirin                 | Mattia Predomo                                                                      | Henric Hackmann                                                                               | Oscar Caron                                                                           |
| Vitesse individuelle   | Luca Spiegel                                                                        | Hayden Norris                                                                                 | Runar De Schrijver                                                                    |
| Vitesse par équipes    | Italie- Daniele Napolitano - Mattia Predomo - Stefano Minuta                        | Grande-Bretagne- Harry Ledingham-Horn - Marcus Hiley - Hayden Norris - Harry Radford          | Pologne- Szymon Wiśniewski - Konrad Burawski - Eliasz Bednarek - Mateusz Przymusiński |
| Poursuite individuelle | Noah Vandenbranden                                                                  | Manlio Moro                                                                                   | Thibaut Bernard                                                                       |
| Poursuite par équipes  | Italie- Renato Favero - Luca Giaimi - Manlio Moro - Niccolò Galli - Samuel Quaranta | Belgique- Renzo Raes - Noah Vandenbranden - Thibaut Bernard - Milan Van Den Haute - Stan Dens | Allemagne- Leon Arenz - Bruno Keßler - Ben Felix Jochum - Benjamin Boos               |
| Course aux points      | Conrad Haugsted                                                                     | Ben Wiggins                                                                                   | Thibaut Bernard                                                                       |
| Américaine             | Autriche- Tim Wafler - Raphael Kokas                                                | Grande-Bretagne- Ben Wiggins - Noah Hobbs                                                     | Belgique- Noah Vandenbranden - Tom Crabbe                                             |
| Scratch                | Noah Hobbs                                                                          | Tim Wafler                                                                                    | Elmar Abma                                                                            |
| Omnium                 | Noah Vandenbranden                                                                  | Noah Hobbs                                                                                    | Matteo Constant                                                                       |
| Élimination            | Noah Wulff                                                                          | Emmanuel Houcou                                                                               | Mario Anguela                                                                         |
| Épreuves féminines     |                                                                                     |                                                                                               |                                                                                       |
| 500 mètres             | Taky Marie-Divine Kouamé                                                            | Clara Schneider                                                                               | Kimberly Kalee                                                                        |
| Keirin                 | Clara Schneider                                                                     | Iona Moir                                                                                     | Alla Biletska                                                                         |
| Vitesse individuelle   | Taky Marie-Divine Kouamé                                                            | Clara Schneider                                                                               | Rhian Edmunds                                                                         |
| Vitesse par équipes    | Grande-Bretagne- Rhianna Parris-Smith - Rhian Edmunds - Iona Moir                   | Allemagne- Stella Müller - Lara-Sophie Jäger - Clara Schneider                                | Tchéquie- Sára Peterková - Anna Jaborníková - Michaela Poulová                        |
| Poursuite individuelle | Federica Venturelli                                                                 | Leila Gschwentner                                                                             | Martyna Szczęsna                                                                      |
| Poursuite par équipes  | Grande-Bretagne- Sophie Lewis - Maddie Leech - Grace Lister - Isabel Sharp          | Suisse- Jasmin Liechti - Annika Liehner - Janice Stettler - Lorena Leu                        | Italie- Sara Fiorin - Francesca Pellegrini - Federica Venturelli - Vittoria Grassi    |
| Course aux points      | Ainara Albert                                                                       | Zuzanna Chylińska                                                                             | Maddie Leech                                                                          |
| Américaine             | Belgique- Katrijn De Clercq - Hélène Hesters                                        | Grande-Bretagne- Maddie Leech - Grace Lister                                                  | Allemagne- Justyna Czapla - Seana Littbarski-Gray                                     |
| Scratch                | Marina Garau                                                                        | Nienke Veenhoven                                                                              | Nora Tveit                                                                            |
| Omnium                 | Olga Wankiewicz                                                                     | Marith Vanhove                                                                                | Federica Venturelli                                                                   |
| Élimination            | Sophie Lewis                                                                        | Eva Anguela                                                                                   | Gabriela Bártová                                                                      |

## Tableau des médailles
| Rang  | Nation          | Or | Argent | Bronze | Total |
| ----- | --------------- | -- | ------ | ------ | ----- |
| 1     | Grande-Bretagne | 12 | 8      | 6      | 26    |
| 2     | Allemagne       | 7  | 12     | 3      | 22    |
| 3     | Italie          | 7  | 7      | 6      | 20    |
| 4     | Belgique        | 4  | 5      | 7      | 16    |
| 5     | France          | 4  | 1      | 2      | 7     |
| 6     | Espagne         | 3  | 1      | 2      | 6     |
| 7     | Autriche        | 2  | 3      | 0      | 5     |
| 8     | Danemark        | 2  | 1      | 2      | 5     |
| 9     | Pologne         | 1  | 3      | 5      | 9     |
| 10    | Ukraine         | 1  | 0      | 2      | 3     |
| 11    | Irlande         | 1  | 0      | 0      | 1     |
| 12    | Pays-Bas        | 0  | 2      | 2      | 4     |
| 13    | Suisse          | 0  | 1      | 1      | 2     |
| 14    | Tchéquie        | 0  | 0      | 4      | 4     |
| 15    | Norvège         | 0  | 0      | 1      | 1     |
| 15    | Lituanie        | 0  | 0      | 1      | 1     |
| Total | Total           | 44 | 44     | 44     | 132   |